# Şükürlü
Şükürlü è un comune dell'Azerbaigian situato nel distretto di Cəlilabad. Conta una popolazione di 385 abitanti.